# Oscar Carruth McGehee
Oscar Carruth McGehee (Baton Rouge, 29 de novembro de 1939) é um matemático estadunidense, que trabalha com análise.
McGehee estudou na Universidade Rice com bacharelado em 1961 e na Universidade Yale, com um mestrado em 1963 e um doutorado em 1966, orientado por Yitzhak Katznelson, com a tese Two Problems of Fourier Analysis on Thin Sets. Em 1965 foi instrutor e depois professor assistente na Universidade da Califórnia em Berkeley. Em 1971 foi professor associado e em 1979 professor na Universidade do Estado da Luisiana. 

## Publicações selecionadas
- An Introduction to Complex Analysis, Wiley 2000
- com Colin Cloete Graham: Essays in commutative harmonic analysis, Grundlehren der mathematischen Wissenschaften 238, Springer 1979